# Августа фон Шварцбург-Зондерсхаузен
Албертина Шарлота Августа фон Шварцбург-Зондерсхаузен (на немски: Albertine Charlotte Auguste zu Schwarzburg-Sondershausen; * 1 февруари 1768, Зондерсхаузен; † 26 декември 1849, Аролзен) е принцеса от Шварцбург-Зондерсхаузен и чрез женитба графиня, от 1812 г. княгиня на Валдек-Пирмонт.

## Произход
Тя е дъщеря на княз Август II фон Шварцбург-Зондерсхаузен (1738 – 1806) и съпругата му принцеса Кристина фон Анхалт-Бернбург (1746 – 1823), дъщеря на княз Виктор Фридрих фон Анхалт-Бернбург (1700 – 1765) и маркграфиня Албертина фон Бранденбург-Швет (1712 – 1750).

## Фамилия
Августа фон Шварцбург-Зондерсхаузен се омъжва на 12 септември 1784 г. в Отервиш за граф, от 1812 г. княз Георг I фон Валдек-Пирмонт (* 6 май 1747, Аролзен; † 9 септември 1813, Роден), син на княз Карл Август Фридрих фон Валдек-Пирмонт (1704 – 1763) и съпругата му пфалцграфиня Кристиана Хенриета фон Пфалц-Цвайбрюкен (1725 – 1816). Те имат децата:
- Кристиана Фридерика Августа (1787 – 1806), абатиса на манастир Шаакен
- Карл (1788 – 1795)
- Георг II Фридрих Хайнрих (1789 – 1845), княз на Валдек-Пирмонт, женен на 26 юни 1823 г. в Шаумбург за принцеса Емма фон Анхалт-Бернбург-Шаумбург-Хойм (1802 – 1858), дъщеря на княз Виктор II фон Анхалт-Бернбург-Шаумбург-Хойм
- Фридрих Лудвиг Хуберт (1790 – 1828), граф на Валдек, женен 21 юли 1816 г. в Бон за Урсула Поле (1790 – 1861, 1843 г. издигната на „графиня фон Валдек“)
- Кристиан (1792 – 1795)
- Август (1793 – 1794)
- Йохан Лудвиг (1794 – 1814)
- Ида Каролина Луиза (1796 – 1869), омъжена на 23 юни 1816 г. в Аролзен за княз Георг Вилхелм фон Шаумбург-Липе (1784 – 1860), син на граф Филип II Ернст фон Шаумбург-Липе
- Волрад (1798 – 1821, Сиена)
- Матилда (1801 – 1825), омъжена на 20 април 1817 г. в Аролзен за херцог Евгений фон Вюртемберг (1788 – 1857), син на херцог Евгений Фридрих фон Вюртемберг
- Карл Кристиан (1803 – 1846), женен на 12 март 1841 г. в Клеве за графиня Амалия Хенриета фон Липе-Бистерфелд (1814 – 1879), дъщеря на граф Йохан Карл фон Липе-Бистерфелд
- Каролина (1804 – 1806)
- Херман (1809 – 1876), женен на 2 септември 1833 г. в Заромберке за графиня Агнес Телеки де Зцек (1814 – 1896, Будапеща)